# Microbrachis
Microbrachis ("Malá paže") je vyhynulý rod lepospondylního obojživelníka, žijícího v období pozdního karbonu (asi před 307 - 302 miliony let) na území České republiky (Nýřany u Plzně). Šlo o podlouhlého, "mlokovitého" tvora o délce pouhých 15 cm. Měl v rámci své vývojové skupiny neobvykle vysoký počet obratlů (40). Živil se zřejmě vodním planktonem a byl pedomorfický (zachovával si v dospělosti larvální žábry podobně jako třeba recentní druh mloka axolotl mexický).

## Regenerace
Výzkum unikátně zachovaných fosilií tohoto druhu ukázal, že M. pelikani byl schopen autotomie ocasu (odhození části ocasu) v případě nebezpečí, a že tento znak byl u něj podobně vyvinutý, jako u současných ještěrek (spíše než u příbuznějších mloků). To dokládá, že schopnost autotomie se u nižších tetrapodů zřejmě vyvinula mnohokrát nezávisle.